# 聖克拉拉德奧利馬爾
聖克拉拉德奧利馬爾是烏拉圭的城鎮，位於該國東部，由三十三人省負責管轄，始建於1878年3月7日，海拔高度320米，主要經濟活動有畜牧業和林業，2011年人口2,341。

## 外部連結
- INE map of Santa Clara de Olimar